# Beinn Dorain
Der Beinn Dorain (auch Ben Doran, schottisch-gälisch Beinn Dòbhrain, übersetzt Berg der Rinnsale oder Berg der Otter) ist ein 1.076 m (3.530 ft)  hoher Berg in Schottland. Er liegt in der Council Area Argyll and Bute. Der Beinn Dorain liegt östlich der kleinen Ortschaft Bridge of Orchy und zählt aufgrund seiner Höhe zu den Munros. 
Von Süden wirkt der Berg wie eine steile, grasüberzogene Pyramide, er besteht allerdings aus einem langgezogenen, in Nord-Süd-Richtung verlaufenden Bergrücken, der im Norden auf etwa 750 m Höhe in einen Bealach ausläuft. Nördlich dieses Passes liegt mit dem Beinn an Dòthaidh ein weiterer, ebenfalls über 1000 m hoher Munro. Nach Westen fällt der Berg ebenfalls wie nach Süden mit steilen, grasbedeckten Flanken ab, nach Osten und Nordosten besitzt er jedoch auch steile felsige Partien. Etwas nördlich des Hauptgipfels verläuft ein breiter kurzer Grat nach Osten, der im Vorgipfel Meall Garbh endet. Zwischen Hauptgipfel und Meall Garbh öffnet sich das steile felsige Coire Chruitein, nach Nordosten besitzt der Berg mit dem hochgelegenen Coire Leacach und dem durch eine Stufe von ihm getrennten, etwas unterhalb liegenden Coire Lochain ebenfalls felsige Kare. 
Bekannt ist der Berg in Schottland durch den schottisch-gälischen Dichter Duncan Ban MacIntyre (1724–1812) und dessen Gedicht „Moladh Beinn Dòbhrainn“ („Das Lob Beinn Dorains“, engl. „In Praise of Ben Doran“). Er würdigt den markanten Berg in einem der bekanntesten gälischen Gedichte. Es beginnt mit folgenden Versen:
An t-urram thar gach beinn

Aig Beinn Dòbhrain;

De na chunnaic mi fon ghrèin,

’S i bu bhòidhche leam …

Honour beyond each ben

for Ben Doran;

Of all I have seen beneath the sun,

she is the most glorious for me …

Ehre über jeden Berg

Für Beinn Dòbhrain;

Von allem, was ich sah unter der Sonne,

Sie ist die schönste für mich …
Der Beinn Dorain ist, worauf sein gälischer Name bereits hindeutet, Quellgebiet für viele Bäche und Rinnsale, die an seinen Hängen entspringen. Er ist daher ein im Verhältnis zu anderen Bergen der Highlands recht feuchter Berg und Lebensraum für eine Vielzahl an Amphibien.
Aufgrund seiner verkehrsgünstigen Lage an der A82 zwischen Glasgow und Fort William und dem West Highland Way zählt der Berg zu einem der beliebtesten Munros. Der Zustieg von Bridge of Orchy verläuft im Tal des Allt Coire an Dothaidh bis zum Pass zwischen Beinn Dorain und Beinn an Dòthaidh, von da über den langgezogenen Bergrücken bis zum Gipfel am Ende des Rückens. Etwas nördlich des Hauptgipfels liegt mit dem Carn Sasunnaich ein zweiter, etwas niedrigerer Gipfel, der aus Richtung Norden kommend von Bergsteigern oft mit dem Hauptgipfel verwechselt wird. Beide sind durch einen Cairn markiert.

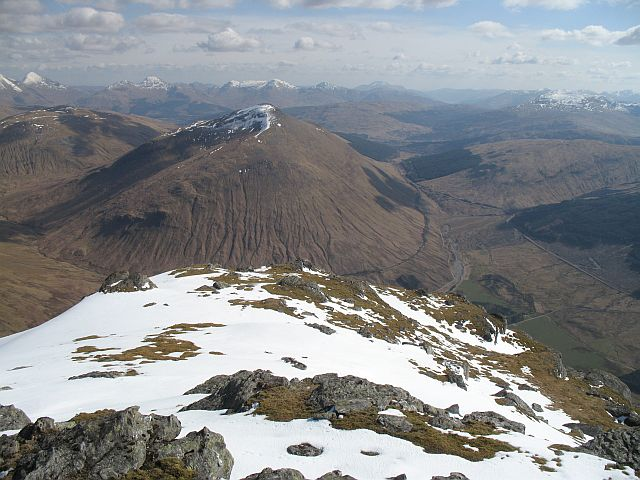
Blick vom Gipfel nach Süden
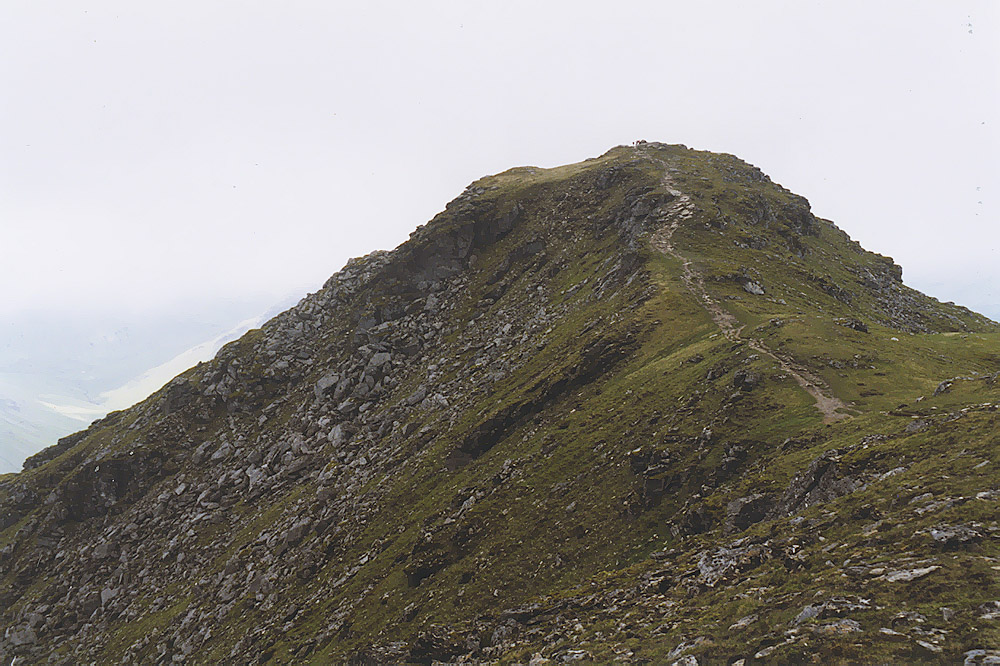
Anstieg auf dem Grat zum Carn Sasunnaich
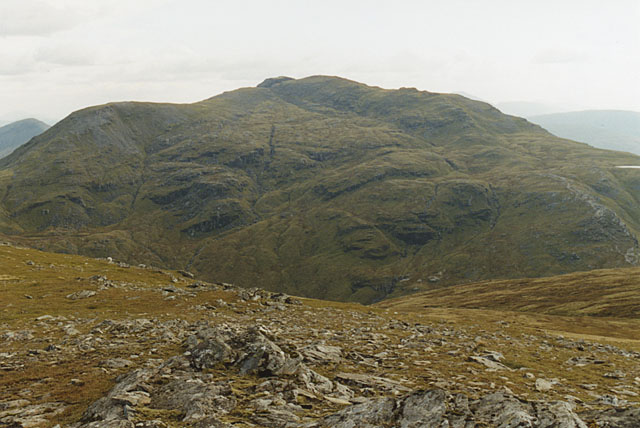
Blick vom Beinn an Dòthaidh auf den Bergrücken des Beinn Dorain
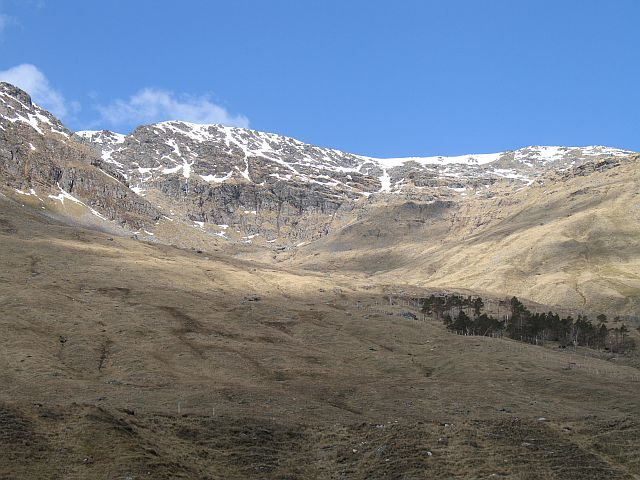
Blick von Südosten auf das felsige Coire Chruitein auf der Ostseite des Beinn Dorain